# The Halloween Apocalypse
The Halloween Apocalypse (El Apocalipsis de Halloween), con el prefijo "Capítulo Uno" o "Flux", es el primer episodio de la decimotercera temporada de la serie británica de ciencia ficción Doctor Who, emitido originalmente el 31 de octubre de 2021 por BBC One. Fue escrito por el productor ejecutivo Chris Chibnall y dirigido por Jamie Magnus Stone. Presenta la primera parte de seis de la temporada colectivamente conocida como Doctor Who: Flux.
El episodio está protagonizado por Jodie Whittaker como la Decimotercer Doctor, junto a Mandip Gill como su compañera Yasmin Khan y presenta a John Bishop con el papel del nuevo acompañante Dan Lewis. El episodio presenta el regreso de los Sontarans y los Ángeles Llorosos.

## Sinopsis
La Doctor y Yaz están persiguiendo a Karvanista, un Lupari, especie alienígena parecida a los perros, por razones que Yaz no conoce. Se escapan de su captura y lo siguen a la Tierra en la TARDIS. En el camino, la Doctor experimenta una visión psíquica de Swarm (Sam Spruell), un ser misterioso, que escapa de su encarcelamiento milenario por la División.
En el Liverpool actual, Dan Lewis organiza una cita con la trabajadora del museo Diane (Nadia Albina) antes de asistir a un turno en el comedor social y regresar a casa. Karvanista irrumpe en su casa y lo transporta a su nave Lupari. La Doctor y Yaz llegan después del secuestro de Dan, investigan su casa y descubren lo que parece ser una flota de invasión Lupari acercándose a la Tierra. Se escapan justo antes de que la casa de Dan se derrumbe por una trampa colocada por Karvanista. Luego se encuentran brevemente con Claire (Annabel Scholey), una mujer que afirma haber conocido a la Doctor en el futuro de esta última. Al partir, la Doctor y Yaz están confundidos por la aparición de una segunda puerta en la sala de la consola de la TARDIS. Posteriormente, Claire es capturada por un ángel lloroso.
En la nave de Karvanista, Yaz encuentra y rescata a Dan mientras la Doctor se enfrenta a Karvanista por su conexión con la División. Karvanista revela que los Lupari están salvando a la humanidad de la inminente destrucción de la Tierra por el "Flujo", una entidad desconocida que desafía todas las leyes del espacio y el tiempo y consume todo a su paso. La Doctor, Yaz y Dan escapan del barco y regresan a la TARDIS, donde ha aparecido otra puerta, para investigar el Flujo.
Mientras tanto, el Flujo hace que Vinder (Jacob Anderson), el único miembro de la tripulación de un puesto remoto en el espacio profundo, evacúe su posición. También llama la atención de los Sontarans, que disfrutan de la perspectiva de destrucción que plantea. Swarm ataca una base en el círculo polar ártico, matando a uno de sus dos miembros y reviviendo a su "hermana" Azure (Rochenda Sandall) del otro. Azure luego atrae a Diane a una casa abandonada.
La TARDIS lleva al grupo a un área del espacio donde observan el Flujo desde la distancia. La Doctor experimenta otra visión de Swarm, quien afirma tener una antigua asociación con ella. El Flujo acelera su ataque a la Tierra, antes de que la flota Lupari pueda rescatar a su población. La Doctor hace que Karvanista forme un escudo defensivo con las otras naves Lupari, protegiendo la Tierra del Flujo. Sin embargo, la TARDIS no puede transportarse detrás del escudo. Las tres puertas de la TARDIS se abren de golpe cuando el Flujo se acerca.

## Producción

### Desarrollo
The Halloween Apocalypse fue escrito por el productor ejecutivo Chris Chibnall. La historia contó con el regreso de los enemigos recurrentes del Doctor, los Sontarans y los Ángeles llorosos.

### Casting
La temporada es la tercera que presenta a Jodie Whittaker como la Decimotercer Doctor. Mandip Gill también regresa como Yasmin Khan. John Bishop se unió al elenco de la serie como Dan Lewis. Los actores invitados dentro del episodio incluyen a Annabel Scholey, Rochenda Sandall, Sam Spruell, Craige Els, Steve Oram, Nadia Albina, Jonathan Watson y Jacob Anderson.

### Filmación
Jamie Magnus Stone, quien anteriormente dirigió cuatro episodios de la temporada anterior, dirigió el primer bloque, que comprendió el primer, segundo y cuarto episodios de la serie. La filmación originalmente estaba programada para comenzar en septiembre de 2020, pero finalmente comenzó en noviembre del mismo año debido al impacto de la pandemia de COVID-19 en televisión.

## Emisión y recepción
The Halloween Apocalypse se emitió el 31 de octubre de 2021. El episodio sirve como primera parte de una historia de seis, titulada Flux. En Estados Unidos, el episodio se emitió en BBC America al mismo tiempo que su emisión en BBC One. Un "corte extendido" del episodio transmitido en BBC America más tarde ese día con dos minutos adicionales de contenido que se había editado de la transmisión inicial para permitir anuncios de televisión.

### Calificaciones
El episodio fue visto por 4,43 millones de espectadores durante la noche y un 26,9 % de cuota, lo que lo convierte en el segundo programa más visto de la noche en el Reino Unido. El episodio recibió una puntuación del Índice de Apreciación de la Audiencia de 76. En siete días, el número total de espectadores subió a 5,81 millones y se ubicó como el noveno programa más visto de la semana. La transmisión original de BBC America del episodio fue vista en vivo por 339.000 espectadores, mientras que su transmisión nocturna fue vista por 277.000.

### Recepción crítica
En el agregador de reseñas Rotten Tomatoes, el 77 % de los 13 críticos dieron al episodio una reseña positiva y una calificación promedio de 6,8/10.  El consenso del sitio dice: "Poniendo una mesa abarrotada para esta temporada de Doctor Who, The Halloween Apocalypse es un comienzo ambicioso que debería hacer que los fanáticos se sientan optimistas".